# Georg Kaiser
Friedrich Carl Georg Kaiser (Magdeburgo, 25 de novembro de 1878 – Ascona, 4 de junho de 1945) foi um literato e dramaturgo alemão, caracterizado pelo seu vanguardismo e pela sua crítica social.

## Vida
Nascido na cidade brandemburguesa de Magdeburgo, criou-se no severo clima social da chamada Alemanha Guilhermina, onde contrastavam as opulências da Belle Époque e as reivindicações sociais dos operários, um dos produtos de tal antinomia, à qual se somou a tensão implícita da chamada "Paz Armada", foi a exacerbação do "não-estilo" (em palavras de de Erwin Panofsky) expressionista já tradicional nos países de fala alemã. Por tal motivo, Georg Kaiser, dentro do âmbito literário, fica enquadrado com Georg Trakl, Arthur Schnitzler e Franz Werfel.
Prolífico autor de obras teatrais, Kaiser foi junto a Carl Sternheim e Gerhart Harttmann o dramaturgo mais polêmico da sua época e um precursor de Bertolt Brecht e de  Kurt Weill. A sua mensagem conjuga a crítica e o pacifismo.
Em 1933, com a tomada do poder por parte dos nazistas, a sua obra foi censurada como "arte degenerada" e teve de exilar-se, residindo alguns anos na Argentina. Depois refugiou-se em Ascona (Suíça), de fala italiana, onde faleceu em 1945.

## Principais obras
- A viúva hebraica (1911)
- Do amanhecer à meia-noite (1912
- Os burgueses de Calais (1914)
- Europa (1915/6)
- O centauro (1916)
- A trilogia composta com:
  - O coral (1917)
  - Gás I (1918)
  - Gás II (1920)
- O Alcibiádes salvo (1920)
- A fuga de Veneza (1923)
- O protagonista (1926) (Composta junto a Kurt Weill)
- Lago de prata (1933) (Também composta com Kurt Weill)
- O soldado Tanaka (1944)